# مقاطعة ثورستون (نبراسكا)
مقاطعة ثورستون (بالإنجليزية: Thurston County)‏ هي إحدى مقاطعات ولاية نبراسكا في الولايات المتحدة الأمريكية.